# Mișcarea Lapua

Emblema mișcării Lapua

Mișcarea Lapua (Lapuan liike) a fost o mișcare politică în Finlanda. A început în 1929, inițial dominată de naționaliști anti-comuniști. Cu timpul s-a transformat tot mai mult în mișcare fascistă, în final fiind interzisă în urma unei încercări de lovitură de stat nereușită în 1932. 